# Alexander Goebel

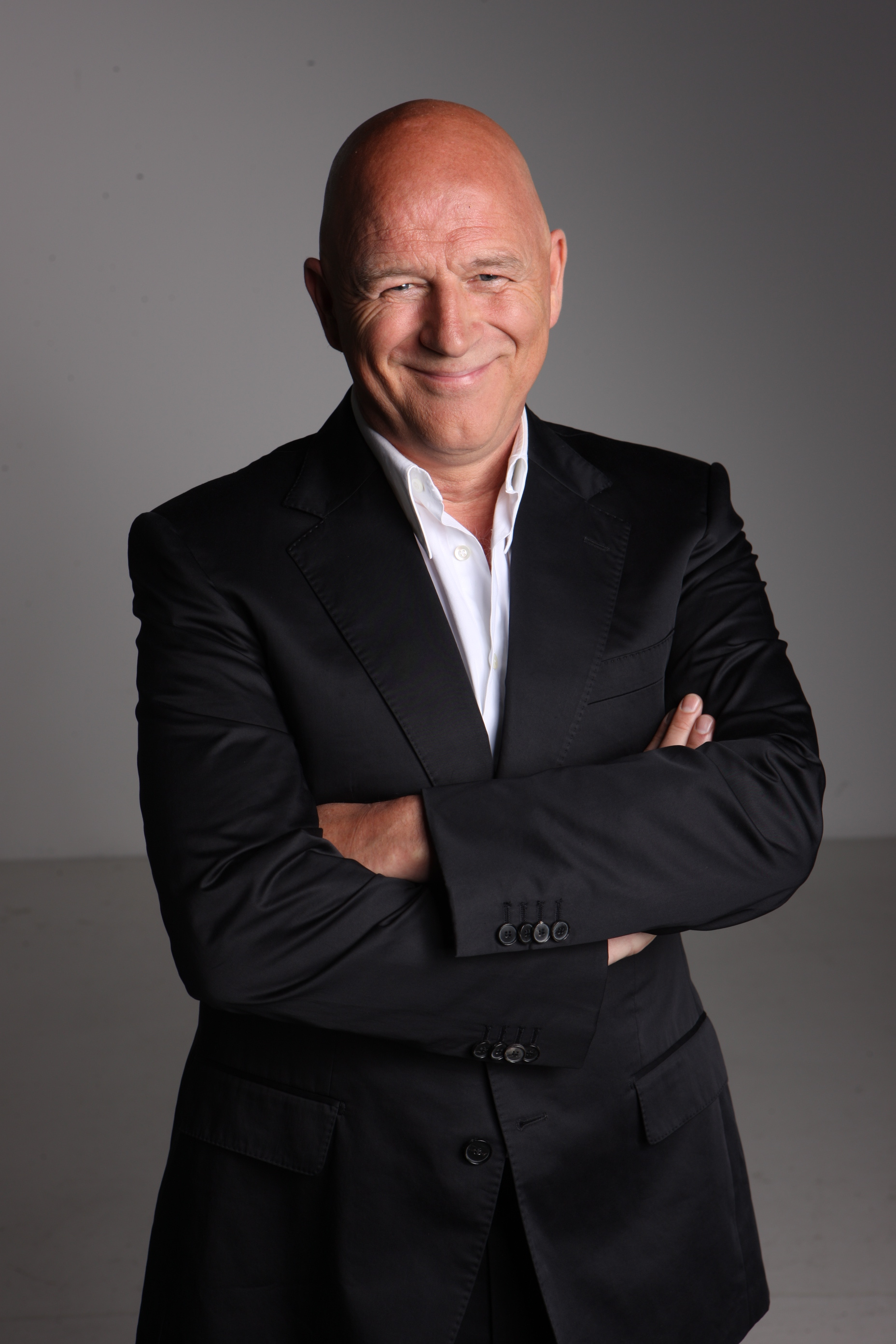
Alexander Goebel

Alexander Goebel (* 9. Oktober 1953 in Lünen) ist ein deutscher Schauspieler, Musicaldarsteller, Comediantheaterregisseur sowie Radiomacher, der in Österreich lebt und arbeitet.

## Leben
Alexander Goebel besuchte in Wiesbaden das Gymnasium und machte anschließend eine Ausbildung zum Fremdsprachenkorrespondenten für Englisch und Französisch. Zwei Jahre war er Leiter der Kindertheatergruppe Benjamin in Wiesbaden und weitere zwei Jahre Berufsmusiker in der englischen Gruppe The Rolling Machine Band.
Danach ging er nach Wien und machte am Max Reinhardt Seminar eine Schauspielausbildung. Vier Jahre war er Ensemblemitglied des Wiener Burgtheaters. Neben Auftritten in Musical-Aufführungen und Theatern führt er selbst auch Regie. Ebenso ist er in verschiedenen österreichischen Filmproduktionen zu sehen.
Als Sänger produzierte er gemeinsam mit seiner Band und mit anderen Orchestern Produkte, die auf Vinyl und CD erschienen sind, darunter der Titelsong zum Film: „Eine fast perfekte Hochzeit“ von Reinhard Schwabenitzky.
Auf Radio Wien moderierte er von 1993 bis 1996 seine Show: Goebel am Samstag, von 2005 bis 2018 die Alexander Goebel Show. Bei der ORF-Show „Musical! Die Show“ sowie bei der ZDF-Show „Musical Showstar 2008“ war er Jurymitglied.
Von 2013 bis 2014 war Goebel Intendant der Ybbsiade.
Er gründete 2020 die Podcast-Plattform GOEBEL.RADIO.

## Privates
Goebel lebte von 1996 bis 2002 in New York. Er ist Vater von vier Kindern. Seit Februar 2019 lebt und arbeitet er in Bischofstetten, Niederösterreich.

## Auszeichnungen
- 1998: Ybbser Spaßvogel
- 2005: Goldenes Ehrenzeichen für Verdienste um die Republik Österreich (1996)[2]
- 2010: Goldenes Verdienstzeichen des Landes Wien[3]

## Werke

### Theater (Ausschnitt)
- Orpheus & Eurydike und die Glasperlenindustrie (Ensembletheater Wien)
- Richards Korkbein (Ensembletheater Wien)
- Traumspiel (Ensembletheater Wien und Konservatorium Wien)
- Hölderlin (Ensembletheater Wien und Stadthalle Wien)
- König Ubu (Schauspielhaus Wien)
- Rudolf II. (Schauspielhaus Wien)
- Diener zweier Herren (Schauspielhaus Wien)
- Romeo und Julia (Volkstheater Wien)
- Die Juristen (Volkstheater Wien)
- Tod des Handlungsreisenden (Burgtheater Wien)
- Die Gerechten (Burgtheater Wien)
- Der Sturm (Burgtheater Wien)
- Waikiki Beach (Volkstheater Wien)
- Liebe (Volkstheater Wien)
- EGO (Stadttheater St. Pölten)

### Musicals (Ausschnitt)
- Rocky Horror Show, 1984 (Schauspielhaus Wien)
- Evita, 1981 (Theater a. d. Wien & Theater des Westens, Berlin)
- Jesus Christ Superstar, 1982 (Theater a. d. Wien & Deutsches Theater, München)
- John Lennon, 1986 (Schauspielhaus Bochum)
- Elvis & John, 1987 (Burgtheater Wien)
- Das Phantom der Oper, 1988 (Theater an der Wien / Raimundtheater Wien)
- Musical – Oh my God!, 1993 (Konzerthaus Wien)
- Joseph and the Amazing Technicolor Dreamcoat, 2000 (Raimundtheater Wien)
- Wake up, 2002 (Raimundtheater Wien)
- Die Schöne und das Biest (Museumquartier Wien)
- Musical Christmas 2006
- Natürlich Blond, 2013 (Ronacher Theater Wien)
- Musical – Die Show, 2014, Ybbsiade

### Comedy-Shows
- Nichts für Schwache Nerven, 1989 (K&K – Theater, Wien und Burgtheater, Wien)
- Zum Goebel, 1992 (K&K – Theater, Wien und Vindobona, Wien, Österreich-Tournee)
- Alles Goebel, 1993 (K&K – Theater, Wien und Vindobona, Wien, Österreich-Tournee)
- Das Goebel vom Ei, 1994 (K&K – Theater, Wien und Österreich-Tournee)
- Mit Messer und Goebel 1995 (K&K – Theater, Wien und Österreich-Tournee)
- Best Of Goebel, 1997–2000 (Tour Österreich, Deutschland)
- Angst, (Ybbsiade 2002)
- Ausgesprochen Goebel, 2007 (Raimundtheater Wien/Österreichtournee)
- Gute Gefühle, 2010 (Ronacher Wien/Österreichtournee)
- Rote Lippen, 2012 (Ronacher Wien/Österreichtournee)
- Cool, 2015 (Raimundtheater Wien/Österreichtournee)
- Männer, 2017 (Raimundtheater Wien/Österreichtournee)
- Das Leben ist kein Musical, 2020 (Casanova Vienna)

### Filme
- Wie der Mond über Feuer und Blut – Das erste Regierungsjahr Maria Theresias (Regie: Axel Corti)
- Die Ausgesperrten (Regie: Franz Novotny)
- Ein fast perfekter Seitensprung (Teil 1 der Trilogie)
- Eine fast perfekte Scheidung (Teil 2 der Trilogie)
- Eine fast perfekte Hochzeit (Teil 3 der Trilogie)
- Nightmare Before Christmas, deutsche Synchronstimme für „Jack Skellington“
- Gefühl ist alles (mit Rainhard Fendrich und Elfi Eschke)
- Oben Ohne (von Rainhard Schwabenitzky, mit Elfi Eschke)
- Hitler vor Gericht (Regie: Bernd Fischerauer)
- Der Staat ist für den Menschen da (Regie: Bernd Fischerauer)

### Theaterregie
- Die Hektiker – Nackt (K&K – Theater, Wien)
- Die Hektiker – Danke liebe Hektiker (K&K – Theater, Wien)
- The Rocky Horror Show (Theater-Sommer Amstetten)
- Musical – Oh my God...! (Applaus – Theater & Wienkonzerthaus Wien)
- The Rocky Horror Show (Raimund-Theater, Wien)
- Zeit der Dummheit (Kabarett Simpl, Wien)
- Wurzel aus 2001 (Kabarett Simpl, Wien)
- Musical – Die Show (Ybbsiade)

### Musik

#### Alben
- 1982: Alexander Goebel
- 1983: Wir sind alle
- 1986: Gefühl und Härte
- 2005: eMANNzipation

#### Singles
- 1986: Sisyphus
- 1986: Der nackte Wahnsinn
- 1989: Das Phantom der Oper (mit Luzia Nistler)
- Manche Männer (Titelsong zum Film Eine fast perfekte Hochzeit)

### Bücher
- Zum Goebel. Jugend & Volk, Wien
- Gute Gefühle machen Sinn. Goldegg-Verlag, Wien

### Hörbücher
- Die Bibel für Kinder und ihre Erwachsenen. Vorgelesen von Alexander Goebel. edition-o, Wien

### Radio
- 1993–1996: Goebel am Samstag auf Radio Wien
- Seit 2005: Alexander Goebel Show auf Radio Wien